# Lynn Margulis
Lynn Margulis, född Petra Alexander 5 mars 1938 i Chicago i Illinois i USA, död 22 november 2011 i Amherst i Massachusetts, var en amerikansk biolog, känd för sina bidrag till endosymbiontteorin. I synnerhet förvandlade och inramade hon i grunden den nuvarande förståelsen av utvecklingen av celler med kärnor – en händelse som Ernst Mayr kallade "kanske den viktigaste och mest dramatiska händelsen i livets historia" – genom att föreslå att den skulle ha varit resultatet av symbiotiska sammanslagningar av bakterier. Margulis var också medutvecklare av Gaiahypotesen med den brittiska kemisten James Lovelock och föreslog att jorden fungerar som ett enda självreglerande system och var den främsta försvararen och förkunnaren av Robert Whittakers klassificering av fem riken.

## Biografi
Margulis föddes i en judisk, sionistisk familj som dotter till Morris Alexander och Leona Wise Alexander. Hon var den äldsta av fyra döttrar. Hennes far var advokat och drev också ett företag som tillverkade vägfärger medan hennes mamma drev en resebyrå. Hon började på Hyde Park Academy High School 1952, och beskrev sig själv som en dålig student som ofta var tvungen att stå i skamvrån.
Margulis antogs vid University of Chicago Laboratory Schools vid femton års ålder. År 1957 tog hon en kandidatexamen vid University of Chicago i Liberal Arts och började sedan vid University of Wisconsin för att studera biologi under Hans Ris och Walter Plaut, hennes handledare, och tog masterexamen 1960 i genetik och zoologi. (Hennes första publikation, publicerad med Plaut 1958 i Journal of Protozoology, handlade om genetiken hos Euglena, flagellater som har egenskaper hos både djur och växter.) Hon fortsatte sedan forskning vid University of California, Berkeley, under zoologen Max Alfert. Innan hon kunde slutföra sin avhandling erbjöds hon forskningsassistentskap och sedan lektorat vid Brandeis University i Massachusetts 1964. Det var medan hon arbetade där som hon tog sin doktorsexamen från University of California, Berkeley 1965 på avhandlingen An Unusual Pattern of Thymidine Incorporation in Euglena.
Margulis gifte sig med astronomen Carl Sagan 1957 strax efter att hon tagit sin kandidatexamen. Sagan var då doktorand i fysik vid University of Chicago. Deras äktenskap tog slut 1964, strax innan hon disputerade. De hade två söner, Dorion Sagan, som senare blev en populärvetenskaplig författare och hennes samarbetspartner, och Jeremy Sagan, mjukvaruutvecklare och grundare av Sagan Technology. År 1967 gifte hon sig med kristallografen Thomas N. Margulis. De hade en son som heter Zachary Margulis-Ohnuma, brottmålsadvokat i New York, och en dotter Jennifer Margulis, lärare och författare. De skilde sig 1980.
Margulis dog 2011 i hemmet i Amherst, Massachusetts, fem dagar efter att hon drabbats av en hemorragisk stroke. Som sin önskan kremerades hon och hennes aska spreds i hennes favoritforskningsområden, nära hennes hem.

## Karriär och vetenskapligt arbete
År 1966 flyttade hon till Boston University, där hon undervisade i biologi i tjugotvå år. Hon var först adjungerad biträdande professor och utnämndes sedan till biträdande professor 1967. Hon befordrades till docent 1971, till professor 1977 och till universitetsprofessor 1986. År 1988 utnämndes hon till Distinguished Professor of Botany vid University of Massachusetts i Amherst. Hon blev professor i biologi 1993. År 1997 flyttade hon till institutionen för geovetenskaper vid Amherst för att bli distinguished professor i geovetenskaper, den tjänst som hon innehade fram till sin död.
Under hela sin karriär kunde Margulis arbete väcka intensiva invändningar och hennes formativa artikel, "On the Origin of Mitosing Cells", dök upp 1967 efter att ha avvisats av cirka femton tidskrifter. Fortfarande junior blev hon fakultetsmedlem vid Boston University, men hennes teori om att cellorganeller som mitokondrier och kloroplaster en gång var oberoende bakterier ignorerades i stor utsträckning i ytterligare ett decennium och blev allmänt accepterad först efter att den kraftfullt underbyggts genom genetiska bevis. Margulis valdes till ledamot av US National Academy of Sciences 1983. President Bill Clinton gav henne National Medal of Science 1999. Linnean Society of London tilldelade henne Darwin-Wallace-medaljen 2008.
Margulis kallades "vetenskapens oregerliga jordmor", en "rättfärdigad kättare", eller en vetenskaplig "rebell", och var en stark kritiker av neo-darwinismen. Hennes position utlöste livslång debatt med ledande neodarwinistiska biologer, såsom Richard Dawkins, George C. Williams och John Maynard Smith. Margulis arbete om symbios och hennes endosymbiotiska teori hade viktiga föregångare, som går tillbaka till mitten av 1800-talet - särskilt Andreas Franz Wilhelm Schimper, Konstantin Mereschkowski, Boris Kozo-Polyansky [ru] (1890–1957) och Ivan Wallin - och Margulis främjade inte bara större erkännande för sina bidrag, utan övervakade personligen den första engelska översättningen av Kozo-Polyanskys Symbiogenesis: A New Principle of Evolution, som gavs ut året före hennes död. Många av hennes stora verk, särskilt de som är avsedda för en allmän läsekrets, skrevs tillsammans med hennes son Dorion Sagan.
År 2002 erkände Discover magazine Margulis som en av de 50 viktigaste kvinnorna inom vetenskapen.

## Utmärkelser och hedersbetygelser
- Guggenheimstipendiet,  1978[9]
- Nevada Medal,  1998[10]
- William Procter-priset för vetenskapliga bedrifter,  1999[11]
- National Medal of Science,  1999[7]
- Doctorat honoris causa de l'Institut national polytechnique de Toulouse,  23 mars 1999[12]
- Edinburgh Medal,  2000
- Hedersdoktor vid Valencia Universitet,  2001[13]
- Hedersdoktor vid Universitetet i Vigo,  2007[14]
- Darwin–Wallace-medaljen,  2008[7][15]
- Hedersdoktor vid Syracuse University,  11 maj 2008[16]
- Public Service Award[4]
- Hedersdoktor vid Universitat Autònoma de Barcelona
- Hedersdoktor vid Universidad Autónoma de Madrid
- Kommendör av Akademiska palmen[4]

[Redigera Wikidata]